# Dunajský Klátov
Dunajský Klátov (hongrois : Dunatőkés) est un village de Slovaquie situé dans la région de Trnava.

## Histoire
Première mention écrite du village en 1393.

## Démographie

### Évolution de la population
| Année:               | 1994. | 2004.    | 2014.    | 2024.    |
| -------------------- | ----- | -------- | -------- | -------- |
| Nombre de personnes: | 465   | 416      | 571      | 860      |
| Différence:          |       | -10,53 % | +37,25 % | +50,61 % |

| Année:               | 2023. | 2024.   |
| -------------------- | ----- | ------- |
| Nombre de personnes: | 854   | 860     |
| Différence:          |       | +0,70 % |